# Boheden
Boheden är en bebyggelse i Överkalix distrikt (Överkalix socken) i Överkalix kommun, Norrbottens län (Norrbotten). Byn är belägen på östra sidan av Djupträsket, fyra kilometer från kommunens huvudort Överkalix på andra sidan sjön. Till Boheden över Djupträsket håller Trafikverket isväg på vintern och lindragen bilfärja på sommaren. 
Orten har av SCB avgränsats till en småort men 2015 hade folkmängden inom småorten minskat till under 50 personer och denna upplöstes. 2020 hade antal invånare åter igen ökat över 50 och orten räknas därför på nytt som en småor, men 2023  avregistrerades den igen.